# Punta Maria
La Punta Maria (in francese Neige de Marie - 3.375 m s.l.m.) è una montagna delle Alpi Graie che si trova lungo il confine tra l'Italia e la Francia.

## Caratteristiche
La montagna è collocata lungo la cresta di confine che dalla Croce Rossa e passando per la punta d'Arnas, la punta Maria, il colle d'Arnas e la punta del Crot conduce all'Uia di Bessanese.
Dal versante italiano si presenta come una lunga cresta che scende verso il Collarin d'Arnas mentre dal versante francese è ammantata dal Glacier d'Arnès.

## Salita alla vetta
Per salire sulla vetta si può partire dal rifugio Bartolomeo Gastaldi. Dal rifugio si sale al colle d'Arnas. Dopo il colle si mette piede sul ghiacciaio e percorrendolo lungamente si raggiunge la cresta sud della montagna che porta direttamente in vetta.